# سفارة فنلندا في فرنسا
سفارة فنلندا في فرنسا هي أرفع تمثيل دبلوماسي لدولة فنلندا لدى فرنسا. تقع السفارة في باريس وهي تهدف لتعزيز المصالح الفنلندية في فرنسا.

## وصلات خارجية
- الموقع الرسمي
- قائمة سفارات فنلندا
- قائمة السفارات في فرنسا